# Chimichurris

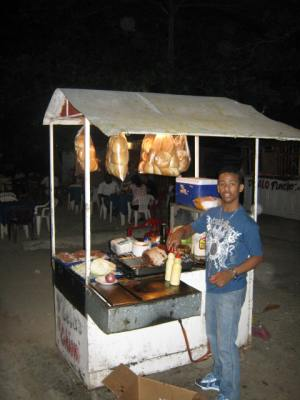
Vendedor callejero en la República Dominicana.

El chimichurris es un plato tradicional de la cocina dominicana. Se elabora con tiras de carne de cerdo, pollo, etc y se suele servir con los sándwiches pan de agua, decorados con col y rodajas de tomate. Se trata de una receta típica de los puestos callejeros, donde cada vendedor posee su propia receta en la que incluye sus ingredientes cárnicos y de verduras. Este plato se considera como fast food en la República Dominicana y puede encontrarse incluso en algunas áreas de Estados Unidos (Washington Heights y el área de Manhattan). El plato no debe confundirse con la salsa chimichurri, que se denomina en singular. Puede decirse que el chimichurris es una variante popular de la denominada hamburguesa casera.